# إليزابيث فلينت ويد
إليزابيث فلينت ويد (بالإنجليزية: Elizabeth Flint Wade) هي رسامة ومصورة أمريكية، ولدت في 1849، وتوفيت في 1915.